# Amaranthus cruentus
Amaranthus cruentus L., 1759 è una pianta della famiglia Amaranthaceae.

## Uso alimentare
Originaria dell'area del Messico, questa specie era utilizzata come fonte di cibo in America Centrale già nel 4000 a.C..